# Synagoga v Čelině
Bývalá synagoga, pocházející z 19. století, se nachází severně od centra vesnice Čelina. Stojí na mírném návrší a je obklopena bývalými židovskými domky místního ghetta.
Poté, co ji roku 1901 poškodil požár, byla přestavěna k obytným účelům a původní účel budovy již dnes nic viditelně nepřipomíná. Ve vsi se také nachází židovský hřbitov.